# جاك بوتير
جاك بوتير (13 أبريل 1938 في أستراليا - ) (بالإنجليزية: Jack Potter)‏ هو لاعب كريكت أسترالي. لعب مع فريق فكتوريا للكريكت.

## وصلات خارجية
- جاك بوتير على موقع إي آس بي آن كريك إنفو (الإنجليزية)